# کلاهک دهانه رحم
کلاهک دهانه رحم یکی از روشهای فیزیکی و سدی پیشگیری از بارداری است. کلاهک دهانهٔ رحم در گردن رحم قرار میگیرد و از ورود اسپرم به داخل رحم و عبور آن از خروجی خارجی رحم که ٱاس خوانده می‌شود جلوگیری می‌کند.